# Uccidete la democrazia!
Uccidete la democrazia! Memorandum sulle elezioni di aprile è un film dei giornalisti italiani Enrico Deaglio e Beppe Cremagnani, uscito in DVD venerdì 24 novembre 2006 con il settimanale Diario insieme al libro Il broglio, che ne ha ispirato i contenuti.

## Trama
Il film affronta il tema dei presunti brogli effettuati nella notte del 10 aprile 2006 durante le elezioni politiche italiane a vantaggio della coalizione di centro-destra, la Casa delle Libertà.
Secondo la tesi del film, i dati trasmessi elettronicamente con il software per lo svolgimento dello scrutinio elettronico nelle regioni di Liguria, Puglia, Lazio e Sardegna furono manipolati, con l'ausilio di un programma informatico, durante il loro trasferimento dalle varie prefetture al Viminale, trasformando le schede bianche in voti per Forza Italia.
La tesi sostenuta si basa su alcune considerazioni:
- la difficoltà di trasmissione e divulgazione da parte del Viminale nella giornata dello spoglio delle schede. Tale difficoltà si è protratta fino a notte fonda, circa le 2:45 del mattino seguente, ora in cui fu fornito il dato certo della vittoria dell'Unione
- A mano a mano che arrivavano i dati dai seggi elettorali, il grande vantaggio iniziale dell'Unione andava via via assottigliandosi fino a confermarsi una differenza di soli 25 115 voti, con un andamento per il quale parrebbe che ad ogni rilevamento la forbice si chiudesse di 0,5 %, lentamente ma con costanza
- le regioni in cui si realizzarono le condizioni di maggior equilibrio erano dotate del sistema informatico di trasmissione dei dati
- il numero di schede bianche risulta assai inferiore (1,1 %) rispetto alle precedenti elezioni politiche (4,2 %)[1]
- il margine di errore eccessivo sugli exit-poll di tre istituti demoscopici che hanno effettuato i rilevamenti e che normalmente non supera il 2 %; questo fenomeno si è ripetuto anche in occasione delle votazioni del 24-25 febbraio 2013
- il fatto che il Ministro dell'Interno Pisanu avvicendò 14 prefetti prima delle elezioni (Lucca, Brescia, Macerata, Vercelli, Massa Carrara, Rimini, Bari, Belluno, Alessandria, Caltanissetta, Siracusa, Verbania e Caserta – quest'ultima al centro di uno dei maggiori ritardi nella comunicazione dei dati di spoglio delle schede elettorali)
- il disinteresse diffuso nella classe politica all'uscita del libro Il Broglio in cui si collegano tutti i dati sopracitati

Il personaggio metaforico "Gola Profonda", voce anonima e protettore di tutte le inchieste, intervistata da un altro simbolo, la giornalista giovane, idealista ed entusiasta, interpretano la confidenza che dovrebbe esistere, testimonianza fittizia di una notte in cui gli autori si pongono alcune domande.
Il film prosegue mostrando scene dell'ultima campagna elettorale e, in particolare, del comizio finale della Casa delle Libertà a Napoli, soffermandosi su Silvio Berlusconi e alcuni esponenti di Fiamma Tricolore tra lo sventolio di bandiere della Repubblica Sociale Italiana.
La narrazione si sposta agli inizi della storia repubblicana, a Portella della Ginestra, luogo dove, durante i festeggiamenti per la vittoria del "Blocco del Popolo", costituito da socialisti e comunisti, il 1º maggio 1947, i manifestanti furono coinvolti nella strage che fu attribuita al bandito Salvatore Giuliano. Alla vigilia delle elezioni, il giornalista statunitense Michael Stern, che incontrò proprio Salvatore Giuliano prima della strage di Portella della Ginestra, premia Silvio Berlusconi come "Alfiere dell'anticomunismo" e Deaglio lo intervista, parlando di Berlusconi, della situazione italiana e dei fatti di Portella della Ginestra.
Il film torna sul tema centrale, quello delle elezioni, descrivendo il percorso che compiono le schede bianche, generalmente 1 500 000 ad elezione, dal momento in cui vengono messe nelle urne dagli elettori che decidono di non porre alcun segno sulla scheda stessa, fino ai magazzini del Ministero dell'Interno dove finiscono dopo le elezioni. Nel caso delle ultime elezioni il Ministero non ha mai comunicato i dati nel libro che solitamente pubblica dopo lo svolgimento delle stesse.
Chi sostiene che l'elevato crollo del numero delle schede bianche (1 246 551 in meno rispetto al 2001) fosse imputabile all'elevato numero di votanti rimane deluso dal fatto che nel 2006 hanno votato 765 302 elettori in meno rispetto al 2001 (-1,9 %).
Un altro dato fornito riguarda il fatto che la percentuale di schede bianche risulta "livellato" a livello regionale, ovvero le percentuali, storicamente nettamente diversificate tra provincia e provincia, risultano differire tra loro di pochi decimi percentuali. Il dato più sorprendente sembrerebbe essere quello relativo al fatto che il "livellamento" non sia tale solo su scala regionale, ma su tutto il territorio nazionale: tra le varie regioni la misura delle schede bianche oscilla tra l'1 ed il 2 %.
Deaglio prosegue intervistando Clinton Curtis, programmatore informatico statunitense specializzato in programmi per la gestione del voto elettronico, il quale confida che è possibile manipolare ogni volta che si separa il conteggio dai voti reali, come in Italia si separano i voti cartacei dai "voti virtuali" oggetto di trasmissione elettronica.
Curtis fornisce un esempio pratico di come, con un semplice programma di gestione di database, si possa "deviare" il numero delle schede bianche al beneficiario della frode.
Il film termina con le conclusioni di "Gola Profonda" e, cioè, con la teoria secondo la quale il ribaltamento elettorale non sarebbe riuscito solo per la volontà di Pisanu di non portare fino in fondo il broglio.

## Reazioni e perplessità
L'accusa di aver manipolato il numero di schede bianche a vantaggio di una coalizione è facilmente verificabile in quanto il Ministero degli Interni ha solo il compito di raccogliere i dati per divulgarli e renderli pubblici, e non ha titolarità nella proclamazione del risultato ufficiale.
La proclamazione del risultato avviene dal ricontrollo e dal riconteggio di tutti i verbali cartacei originali di ogni singola sezione fatto prima dai giudici delle singole Corti di Appello e poi dai Giudici della Corte suprema di cassazione a Roma.
E questo confermò invece i dati del Ministero.
Il fatto che il numero delle schede bianche sia molto minore rispetto a quello riscontrabile nelle precedenti elezioni politiche potrebbe essere imputabile al fatto che nel 2001 si votò con il sistema maggioritario mentre nel 2006 con il proporzionale. L'ultima volta che si votò col proporzionale (elezioni del 1992) le schede bianche furono il 2,1 % del totale. Inoltre nelle elezioni politiche del 2008 e del 2013 le schede bianche rimasero basse come nel 2006, solo 485 000 e 395 000 rispettivamente.
Fortemente critico poi è il dettagliato articolo Brogli elettorali e sindrome della cospirazione, che accusa il film di sensazionalismo e tendenziosità, e di contenere ipotesi farneticanti non sostenute da fatti assieme ad una inaccurata descrizione di come funziona lo spoglio elettorale in Italia. Rimane finora statisticamente inspiegabile il dato percentuale delle schede bianche a livello regionale: questo dato, diverso da una regione all'altra in tutte le elezioni politiche della Repubblica Italiana, per la prima ed unica volta nel 2006 ebbe praticamente la stessa percentuale in tutte le regioni italiane.

### Indagini della Procura di Roma
Poco prima dell'uscita in edicola del DVD la Procura della Repubblica di Roma ha aperto un fascicolo per indagare sui fatti narrati nel film.
In seguito, sia Enrico Deaglio, sia Beppe Cremagnani, autori del documentario, sono stati indagati dalla procura di Roma per «diffusione di notizie false, esagerate e tendenziose atte a turbare l'ordine pubblico». I magistrati hanno affermato che "il meccanismo da lui descritto nel film non regge perché la proclamazione degli eletti in caso di elezioni viene proclamata dalla Cassazione solo attraverso materiale cartaceo, e non attraverso sistemi informatici".
Di contro, Deaglio ha commentato il fatto sostenendo di esser indagato "sulla base del presupposto che è impossibile manipolare i dati sulle elezioni a livello informatico", aggiungendo che per il pubblico ministero "il meccanismo di procedura elettorale non è manipolabile perché la Cassazione proclama il risultato delle elezioni solo tramite cartaceo. E il cartaceo è impossibile da modificare".

### Revisione delle schede
La Giunta delle elezioni e delle immunità parlamentari del Senato, nel dicembre 2006, ha deciso il riconteggio totale delle schede nulle, bianche, e contenenti voti nulli o contestati, partendo dalle regioni di Calabria, Campania, Lazio, Lombardia, Puglia, Sicilia e Toscana, oltre che alla revisione a campione delle schede valide custodite nei tribunali. Il nuovo conteggio si sarebbe poi esteso al resto d'Italia se i risultati avessero evidenziato scostamenti significativi rispetto ai dati proclamati in via ufficiali. Nonostante le ipotesi di Deaglio fossero di brogli a favore di Forza Italia, anche Berlusconi appoggiò la decisione del riconteggio, sostenendo l'esistenza di brogli a favore del centrosinistra. Il 18 settembre 2007, il presidente della Giunta delle elezioni del Senato, Domenico Nania, ha dichiarato conclusa la revisione iniziata il 6 dicembre 2006. I Comitati di revisione schede costituiti nelle 7 regioni interessate, hanno riferito unanimemente che "gli scostamenti riscontrati rispetto ai dati di proclamazione sono assolutamente fisiologici" e quindi risulta "la legittimità delle operazioni di voto del 9 e 10 aprile 2006 per il Senato".

## Film citati
- I segreti di Twin Peaks, di David Lynch
- Il principe e la ballerina, di Laurence Olivier
- Una vita difficile, di Dino Risi
- Salvatore Giuliano, di Francesco Rosi
- Il Gattopardo, di Luchino Visconti
- Vogliamo i colonnelli, di Mario Monicelli